# Gruppspelet i Uefa Champions League 2014/2015
Gruppspelet i Uefa Champions League 2014/2015 spelades från den 16 september till den 10 december 2014, totalt 32 lag tävlade i gruppspelet.
Totalt spelades det 96 matcher med 279 gjorda mål. Chelsea FC från London, England gjorde flest mål i gruppspelet (17 gjorda mål). Brasilianen Luiz Adriano, spelandes för den ukrainska klubblaget FK Sjachtar Donetsk, var den spelare med flest gjorda mål (9 mål, varav 3 straffmål).

## Grupplottning
De kvalificerade lagen sorterades i fyra lottningsgrupper, baserade på laget klubbkoefficient. Lagen blev därefter lottade i åtta grupper om fyra lag vardera.
Gruppindelning före lottning
| Lag             | Koeff   |
| --------------- | ------- |
| Real Madrid     | 161,542 |
| Barcelona       | 157,542 |
| Bayern München  | 154,328 |
| Chelsea         | 140,949 |
| Benfica         | 129,459 |
| Atlético Madrid | 119,542 |
| Arsenal         | 112,949 |
| Porto           | 105,459 |

| Lag                  | Koeff  |
| -------------------- | ------ |
| Schalke 04           | 95,328 |
| Borussia Dortmund    | 82,328 |
| Juventus             | 80,387 |
| Paris Saint-Germain  | 80,300 |
| Sjachtar Donetsk     | 78,193 |
| Basel                | 75,645 |
| Zenit St. Petersburg | 73,899 |
| Manchester City      | 72,949 |

| Lag               | Koeff  |
| ----------------- | ------ |
| Bayer Leverkusen  | 70,328 |
| Olympiakos        | 67,720 |
| CSKA Moskva       | 66,899 |
| Ajax              | 61,862 |
| Liverpool         | 58,949 |
| Sporting Lissabon | 58,459 |
| Galatasaray       | 55,340 |
| Athletic Bilbao   | 54,542 |

| Lag                | Koeff  |
| ------------------ | ------ |
| Anderlecht         | 50,260 |
| Roma               | 39,887 |
| APOEL              | 37,650 |
| BATE Borisov       | 33,725 |
| Ludogorets Razgrad | 18,125 |
| Maribor            | 16,200 |
| Monaco             | 11,300 |
| Malmö FF           | 6,265  |

Gruppindelning efter lottning
| - Atlético Madrid - Juventus - Malmö FF - Olympiakos |

| - Basel - Liverpool - Ludogorets Razgrad - Real Madrid |

| - Bayer Leverkusen - Benfica - Monaco - Zenit St. Petersburg |

| - Anderlecht - Arsenal - Borussia Dortmund - Galatasaray |

| - Bayern München - CSKA Moskva - Manchester City - Roma |

| - Ajax - APOEL - Barcelona - Paris Saint-Germain |

| - Chelsea - Maribor - Schalke 04 - Sporting Lissabon |

| - Athletic Bilbao - BATE Borisov - Porto - Sjachtar Donetsk |

## Resultat

### Grupp A
I grupp A spelade fyra klubblag från fyra nationer: Atlético Madrid från Madrid i Spanien, Juventus från Turin i Italien, Malmö FF från Malmö i Sverige samt Olympiakos från Pireus i Grekland. Atlético Madrid spelade sina hemmamatcher på Estadio Vicente Calderón (54 851 åskådare). Juventus spelade sina hemmamatcher på Juventus Stadium (41 000 åskådare), Malmö FF spelade på Nya Malmö Stadion (21 000 åskådare) och Olympiakos spelade på Karaiskakis-stadion (33 334 åskådare).
|       | 16 september 2014 | Olympiakos                            | 3 – 2           | Atlético Madrid             | Karaiskakis-stadion                                              |                                                                  |
| 20:45 | 20:45             | Masuaku 13′ Afellay 31′ Mitroglou 73′ | (2 – 1) Rapport | Mandžukić 38′ Griezmann 86′ | Pireus, Grekland Publik: 31 946 Domare: Pedro Proença (Portugal) | Pireus, Grekland Publik: 31 946 Domare: Pedro Proença (Portugal) |
| 20:45 | 20:45             |                                       |                 |                             | Pireus, Grekland Publik: 31 946 Domare: Pedro Proença (Portugal) | Pireus, Grekland Publik: 31 946 Domare: Pedro Proença (Portugal) |
| 20:45 | 20:45             |                                       |                 |                             | Pireus, Grekland Publik: 31 946 Domare: Pedro Proença (Portugal) | Pireus, Grekland Publik: 31 946 Domare: Pedro Proença (Portugal) |

|       | 16 september 2014 | Juventus       | 2 – 0           | Malmö FF | Juventus Stadium                                               |                                                                |
| 20:45 | 20:45             | Tévez 59′, 90′ | (0 – 0) Rapport |          | Turin, Italien Publik: 31 218 Domare: Szymon Marciniak (Polen) | Turin, Italien Publik: 31 218 Domare: Szymon Marciniak (Polen) |
| 20:45 | 20:45             |                |                 |          | Turin, Italien Publik: 31 218 Domare: Szymon Marciniak (Polen) | Turin, Italien Publik: 31 218 Domare: Szymon Marciniak (Polen) |
| 20:45 | 20:45             |                |                 |          | Turin, Italien Publik: 31 218 Domare: Szymon Marciniak (Polen) | Turin, Italien Publik: 31 218 Domare: Szymon Marciniak (Polen) |

|       | 1 oktober 2014 | Malmö FF           | 2 – 0           | Olympiakos | Nya Malmö Stadion                                               |                                                                 |
| 20:45 | 20:45          | Rosenberg 42′, 82′ | (0 – 0) Rapport |            | Malmö, Sverige Publik: 20 500 Domare: Sergei Karasev (Ryssland) | Malmö, Sverige Publik: 20 500 Domare: Sergei Karasev (Ryssland) |
| 20:45 | 20:45          |                    |                 |            | Malmö, Sverige Publik: 20 500 Domare: Sergei Karasev (Ryssland) | Malmö, Sverige Publik: 20 500 Domare: Sergei Karasev (Ryssland) |
| 20:45 | 20:45          |                    |                 |            | Malmö, Sverige Publik: 20 500 Domare: Sergei Karasev (Ryssland) | Malmö, Sverige Publik: 20 500 Domare: Sergei Karasev (Ryssland) |

|       | 1 oktober 2014 | Atlético Madrid | 1 – 0           | Juventus | Estadio Vicente Calderón                                      |                                                               |
| 20:45 | 20:45          | Turan 75′       | (0 – 0) Rapport |          | Madrid, Spanien Publik: 44 322 Domare: Felix Brych (Tyskland) | Madrid, Spanien Publik: 44 322 Domare: Felix Brych (Tyskland) |
| 20:45 | 20:45          |                 |                 |          | Madrid, Spanien Publik: 44 322 Domare: Felix Brych (Tyskland) | Madrid, Spanien Publik: 44 322 Domare: Felix Brych (Tyskland) |
| 20:45 | 20:45          |                 |                 |          | Madrid, Spanien Publik: 44 322 Domare: Felix Brych (Tyskland) | Madrid, Spanien Publik: 44 322 Domare: Felix Brych (Tyskland) |

|       | 22 oktober 2014 | Atlético Madrid                                            | 5 – 0   | Malmö FF | Estadio Vicente Calderón                                     |                                                              |
| 20:45 | 20:45           | Koke 48′ Mandžukić 61′ Griezmann 63′ Godín 87′ Cerci 90+3′ | (0 – 0) |          | Madrid, Spanien Publik: 34 502 Domare: Matej Jug (Slovenien) | Madrid, Spanien Publik: 34 502 Domare: Matej Jug (Slovenien) |
| 20:45 | 20:45           |                                                            |         |          | Madrid, Spanien Publik: 34 502 Domare: Matej Jug (Slovenien) | Madrid, Spanien Publik: 34 502 Domare: Matej Jug (Slovenien) |
| 20:45 | 20:45           |                                                            |         |          | Madrid, Spanien Publik: 34 502 Domare: Matej Jug (Slovenien) | Madrid, Spanien Publik: 34 502 Domare: Matej Jug (Slovenien) |

|       | 22 oktober 2014 | Olympiakos | 1 – 0   | Juventus | Karaiskakis-stadion                                             |                                                                 |
| 20:45 | 20:45           | Kasami 36′ | (1 – 0) |          | Pireus, Grekland Publik: 31 411 Domare: Milorad Mažić (Serbien) | Pireus, Grekland Publik: 31 411 Domare: Milorad Mažić (Serbien) |
| 20:45 | 20:45           |            |         |          | Pireus, Grekland Publik: 31 411 Domare: Milorad Mažić (Serbien) | Pireus, Grekland Publik: 31 411 Domare: Milorad Mažić (Serbien) |
| 20:45 | 20:45           |            |         |          | Pireus, Grekland Publik: 31 411 Domare: Milorad Mažić (Serbien) | Pireus, Grekland Publik: 31 411 Domare: Milorad Mažić (Serbien) |

|       | 4 november 2014 | Malmö FF | 0 – 2   | Atlético Madrid     | Nya Malmö Stadion                                                |                                                                  |
| 20:45 | 20:45           |          | (0 – 1) | Koke 30′ García 78′ | Malmö, Sverige Publik: 20 500 Domare: Mark Clattenburg (England) | Malmö, Sverige Publik: 20 500 Domare: Mark Clattenburg (England) |
| 20:45 | 20:45           |          |         |                     | Malmö, Sverige Publik: 20 500 Domare: Mark Clattenburg (England) | Malmö, Sverige Publik: 20 500 Domare: Mark Clattenburg (England) |
| 20:45 | 20:45           |          |         |                     | Malmö, Sverige Publik: 20 500 Domare: Mark Clattenburg (England) | Malmö, Sverige Publik: 20 500 Domare: Mark Clattenburg (England) |

|       | 4 november 2014 | Juventus                               | 3 – 2   | Olympiakos            | Juventus Stadium                                                |                                                                 |
| 20:45 | 20:45           | Pirlo 21′ Roberto 65′ (sjm.) Pogba 66′ | (1 – 1) | Botía 24′ N'Dinga 61′ | Turin, Italien Publik: 39 091 Domare: Martin Atkinson (England) | Turin, Italien Publik: 39 091 Domare: Martin Atkinson (England) |
| 20:45 | 20:45           |                                        |         |                       | Turin, Italien Publik: 39 091 Domare: Martin Atkinson (England) | Turin, Italien Publik: 39 091 Domare: Martin Atkinson (England) |
| 20:45 | 20:45           |                                        |         |                       | Turin, Italien Publik: 39 091 Domare: Martin Atkinson (England) | Turin, Italien Publik: 39 091 Domare: Martin Atkinson (England) |

|       | 26 november 2014 | Atlético Madrid                   | 4 – 0   | Olympiakos | Estadio Vicente Calderón                                         |                                                                  |
| 20:45 | 20:45            | García 9′ Mandžukić 38′, 62′, 65′ | (2 – 0) |            | Madrid, Spanien Publik: 40 121 Domare: Wolfgang Stark (Tyskland) | Madrid, Spanien Publik: 40 121 Domare: Wolfgang Stark (Tyskland) |
| 20:45 | 20:45            |                                   |         |            | Madrid, Spanien Publik: 40 121 Domare: Wolfgang Stark (Tyskland) | Madrid, Spanien Publik: 40 121 Domare: Wolfgang Stark (Tyskland) |
| 20:45 | 20:45            |                                   |         |            | Madrid, Spanien Publik: 40 121 Domare: Wolfgang Stark (Tyskland) | Madrid, Spanien Publik: 40 121 Domare: Wolfgang Stark (Tyskland) |

|       | 26 november 2014 | Malmö FF | 0 – 2   | Juventus               | Nya Malmö Stadion                                              |                                                                |
| 20:45 | 20:45            |          | (0 – 0) | Llorente 49′ Tevez 88′ | Malmö, Sverige Publik: 20 500 Domare: Pedro Proença (Portugal) | Malmö, Sverige Publik: 20 500 Domare: Pedro Proença (Portugal) |
| 20:45 | 20:45            |          |         |                        | Malmö, Sverige Publik: 20 500 Domare: Pedro Proença (Portugal) | Malmö, Sverige Publik: 20 500 Domare: Pedro Proença (Portugal) |
| 20:45 | 20:45            |          |         |                        | Malmö, Sverige Publik: 20 500 Domare: Pedro Proença (Portugal) | Malmö, Sverige Publik: 20 500 Domare: Pedro Proença (Portugal) |

|       | 9 december 2014 | Olympiakos                                         | 4 – 2   | Malmö FF                | Karaiskakis-stadion                                                 |                                                                     |
| 20:45 | 20:45           | Fuster 22′ Domínguez 63′ Mitroglou 87′ Afellay 90′ | (1 – 0) | Kroon 59′ Rosenberg 81′ | Pireus, Grekland Publik: 27 562 Domare: Stéphane Lannoy (Frankrike) | Pireus, Grekland Publik: 27 562 Domare: Stéphane Lannoy (Frankrike) |
| 20:45 | 20:45           |                                                    |         |                         | Pireus, Grekland Publik: 27 562 Domare: Stéphane Lannoy (Frankrike) | Pireus, Grekland Publik: 27 562 Domare: Stéphane Lannoy (Frankrike) |
| 20:45 | 20:45           |                                                    |         |                         | Pireus, Grekland Publik: 27 562 Domare: Stéphane Lannoy (Frankrike) | Pireus, Grekland Publik: 27 562 Domare: Stéphane Lannoy (Frankrike) |

|       | 9 december 2014 | Juventus | 0 – 0 | Atlético Madrid | Juventus Stadium                                                 |                                                                  |
| 20:45 | 20:45           |          |       |                 | Turin, Italien Publik: 39 219 Domare: William Collum (Skottland) | Turin, Italien Publik: 39 219 Domare: William Collum (Skottland) |
| 20:45 | 20:45           |          |       |                 | Turin, Italien Publik: 39 219 Domare: William Collum (Skottland) | Turin, Italien Publik: 39 219 Domare: William Collum (Skottland) |
| 20:45 | 20:45           |          |       |                 | Turin, Italien Publik: 39 219 Domare: William Collum (Skottland) | Turin, Italien Publik: 39 219 Domare: William Collum (Skottland) |

### Grupp B
I grupp B spelade följande fyra klubblag: Basel från Basel i Schweiz, Liverpool från Liverpool i England, Ludogorets Razgrad från Razgrad i Bulgarien samt Real Madrid från Madrid i Spanien.
Ludogorets Razgrad spelade sina hemmamatcher på Nationalstadion Vasil Levski i Sofia istället för Ludogorets Arena, som bara rymmer cirka 6 000sittande åskådare.
|              | 16 september 2014 | Liverpool                          | 2 – 1           | Ludogorets Razgrad | Anfield | |
| 20:45(UTC+2) | 20:45(UTC+2)      | Balotelli 82′ Gerrard 90+3′ (str.) | (0 – 0) Rapport | Abalo 90+1′        | Liverpool, England Publik: 43 307<refname="match2 014 317">http://www.uefa.com/newsfiles/ucl/2 015/2 014 317_fr.pdf</ref> Domare: Matej Jug (Slovenien) | Liverpool, England Publik: 43 307<refname="match2 014 317">http://www.uefa.com/newsfiles/ucl/2 015/2 014 317_fr.pdf</ref> Domare: Matej Jug (Slovenien) |
| 20:45(UTC+2) | 20:45(UTC+2)      |                                    |                 |                    | Liverpool, England Publik: 43 307<refname="match2 014 317">http://www.uefa.com/newsfiles/ucl/2 015/2 014 317_fr.pdf</ref> Domare: Matej Jug (Slovenien) | Liverpool, England Publik: 43 307<refname="match2 014 317">http://www.uefa.com/newsfiles/ucl/2 015/2 014 317_fr.pdf</ref> Domare: Matej Jug (Slovenien) |
| 20:45(UTC+2) | 20:45(UTC+2)      |                                    |                 |                    | Liverpool, England Publik: 43 307<refname="match2 014 317">http://www.uefa.com/newsfiles/ucl/2 015/2 014 317_fr.pdf</ref> Domare: Matej Jug (Slovenien) | Liverpool, England Publik: 43 307<refname="match2 014 317">http://www.uefa.com/newsfiles/ucl/2 015/2 014 317_fr.pdf</ref> Domare: Matej Jug (Slovenien) |

|              | 16 september 2014 | Real Madrid                                                     | 5 – 1           | Basel        | Santiago Bernabéu-stadion | |
| 20:45(UTC+2) | 20:45(UTC+2)      | Suchý 14′ (sjm.) Bale 30′ Ronaldo 31′ Rodríguez 37′ Benzema 79′ | (4 – 1) Rapport | González 38′ | Madrid, Spanien Publik: 65 364<refname="match2 014 318">http://www.uefa.com/newsfiles/ucl/2 015/2 014 318_fr.pdf</ref> Domare: Damir Skomina (Slovenien) | Madrid, Spanien Publik: 65 364<refname="match2 014 318">http://www.uefa.com/newsfiles/ucl/2 015/2 014 318_fr.pdf</ref> Domare: Damir Skomina (Slovenien) |
| 20:45(UTC+2) | 20:45(UTC+2)      |                                                                 |                 |              | Madrid, Spanien Publik: 65 364<refname="match2 014 318">http://www.uefa.com/newsfiles/ucl/2 015/2 014 318_fr.pdf</ref> Domare: Damir Skomina (Slovenien) | Madrid, Spanien Publik: 65 364<refname="match2 014 318">http://www.uefa.com/newsfiles/ucl/2 015/2 014 318_fr.pdf</ref> Domare: Damir Skomina (Slovenien) |
| 20:45(UTC+2) | 20:45(UTC+2)      |                                                                 |                 |              | Madrid, Spanien Publik: 65 364<refname="match2 014 318">http://www.uefa.com/newsfiles/ucl/2 015/2 014 318_fr.pdf</ref> Domare: Damir Skomina (Slovenien) | Madrid, Spanien Publik: 65 364<refname="match2 014 318">http://www.uefa.com/newsfiles/ucl/2 015/2 014 318_fr.pdf</ref> Domare: Damir Skomina (Slovenien) |

|              | 1 oktober 2014 | Basel        | 1 – 0           | Liverpool | St. Jakob-Park                                                 |                                                                |
| 20:45(UTC+2) | 20:45(UTC+2)   | Streller 52′ | (0 – 0) Rapport |           | Basel, Schweiz Publik: 36 000 Domare: Jonas Eriksson (Sverige) | Basel, Schweiz Publik: 36 000 Domare: Jonas Eriksson (Sverige) |
| 20:45(UTC+2) | 20:45(UTC+2)   |              |                 |           | Basel, Schweiz Publik: 36 000 Domare: Jonas Eriksson (Sverige) | Basel, Schweiz Publik: 36 000 Domare: Jonas Eriksson (Sverige) |
| 20:45(UTC+2) | 20:45(UTC+2)   |              |                 |           | Basel, Schweiz Publik: 36 000 Domare: Jonas Eriksson (Sverige) | Basel, Schweiz Publik: 36 000 Domare: Jonas Eriksson (Sverige) |

|              | 1 oktober 2014 | Ludogorets Razgrad | 1 – 2           | Real Madrid                    | Nationalstadion Vasil Levski                                      |                                                                   |
| 20:45(UTC+2) | 20:45(UTC+2)   | Marcelinho 6′      | (1 – 1) Rapport | Ronaldo 24′ (str.) Benzema 77′ | Sofia, Bulgarien Publik: 41 484 Domare: Craig Thomson (Skottland) | Sofia, Bulgarien Publik: 41 484 Domare: Craig Thomson (Skottland) |
| 20:45(UTC+2) | 20:45(UTC+2)   |                    |                 |                                | Sofia, Bulgarien Publik: 41 484 Domare: Craig Thomson (Skottland) | Sofia, Bulgarien Publik: 41 484 Domare: Craig Thomson (Skottland) |
| 20:45(UTC+2) | 20:45(UTC+2)   |                    |                 |                                | Sofia, Bulgarien Publik: 41 484 Domare: Craig Thomson (Skottland) | Sofia, Bulgarien Publik: 41 484 Domare: Craig Thomson (Skottland) |

|              | 22 oktober 2014 | Ludogorets Razgrad | 1 – 0   | Basel | Nationalstadion Vasil Levski                                     |                                                                  |
| 20:45(UTC+2) | 20:45(UTC+2)    | Minev 90+2′        | (0 – 0) |       | Sofia, Bulgarien Publik: 29 150 Domare: Deniz Aytekin (Tyskland) | Sofia, Bulgarien Publik: 29 150 Domare: Deniz Aytekin (Tyskland) |
| 20:45(UTC+2) | 20:45(UTC+2)    |                    |         |       | Sofia, Bulgarien Publik: 29 150 Domare: Deniz Aytekin (Tyskland) | Sofia, Bulgarien Publik: 29 150 Domare: Deniz Aytekin (Tyskland) |
| 20:45(UTC+2) | 20:45(UTC+2)    |                    |         |       | Sofia, Bulgarien Publik: 29 150 Domare: Deniz Aytekin (Tyskland) | Sofia, Bulgarien Publik: 29 150 Domare: Deniz Aytekin (Tyskland) |

|              | 22 oktober 2014 | Liverpool | 0 – 3   | Real Madrid                  | Anfield                                                            |                                                                    |
| 20:45(UTC+2) | 20:45(UTC+2)    |           | (0 – 3) | Ronaldo 23′ Benzema 30′, 41′ | Liverpool, England Publik: 43 521 Domare: Nicola Rizzoli (Italien) | Liverpool, England Publik: 43 521 Domare: Nicola Rizzoli (Italien) |
| 20:45(UTC+2) | 20:45(UTC+2)    |           |         |                              | Liverpool, England Publik: 43 521 Domare: Nicola Rizzoli (Italien) | Liverpool, England Publik: 43 521 Domare: Nicola Rizzoli (Italien) |
| 20:45(UTC+2) | 20:45(UTC+2)    |           |         |                              | Liverpool, England Publik: 43 521 Domare: Nicola Rizzoli (Italien) | Liverpool, England Publik: 43 521 Domare: Nicola Rizzoli (Italien) |

|              | 4 november 2014 | Basel                                       | 4 – 0   | Ludogorets Razgrad | St. Jakob-Park                                                    |                                                                   |
| 20:45(UTC+1) | 20:45(UTC+1)    | Embolo 34′ González 41′ Gashi 59′ Suchý 65′ | (2 – 0) |                    | Basel, Schweiz Publik: 35 272 Domare: Stéphane Lannoy (Frankrike) | Basel, Schweiz Publik: 35 272 Domare: Stéphane Lannoy (Frankrike) |
| 20:45(UTC+1) | 20:45(UTC+1)    |                                             |         |                    | Basel, Schweiz Publik: 35 272 Domare: Stéphane Lannoy (Frankrike) | Basel, Schweiz Publik: 35 272 Domare: Stéphane Lannoy (Frankrike) |
| 20:45(UTC+1) | 20:45(UTC+1)    |                                             |         |                    | Basel, Schweiz Publik: 35 272 Domare: Stéphane Lannoy (Frankrike) | Basel, Schweiz Publik: 35 272 Domare: Stéphane Lannoy (Frankrike) |

|              | 4 november 2014 | Real Madrid | 1 – 0   | Liverpool | Santiago Bernabéu-stadion                                     |                                                               |
| 20:45(UTC+1) | 20:45(UTC+1)    | Benzema 27′ | (1 – 0) |           | Madrid, Spanien Publik: 79 283 Domare: Viktor Kassai (Ungern) | Madrid, Spanien Publik: 79 283 Domare: Viktor Kassai (Ungern) |
| 20:45(UTC+1) | 20:45(UTC+1)    |             |         |           | Madrid, Spanien Publik: 79 283 Domare: Viktor Kassai (Ungern) | Madrid, Spanien Publik: 79 283 Domare: Viktor Kassai (Ungern) |
| 20:45(UTC+1) | 20:45(UTC+1)    |             |         |           | Madrid, Spanien Publik: 79 283 Domare: Viktor Kassai (Ungern) | Madrid, Spanien Publik: 79 283 Domare: Viktor Kassai (Ungern) |

|              | 26 november 2014 | Ludogorets Razgrad   | 2 – 2   | Liverpool                | Nationalstadion Vasil Levski                                          |                                                                       |
| 20:45(UTC+1) | 20:45(UTC+1)     | Abalo 3′ Terziev 88′ | (1 – 2) | Lambert 8′ Henderson 37′ | Sofia, Bulgarien Publik: 37 143 Domare: Antonio Mateu Lahoz (Spanien) | Sofia, Bulgarien Publik: 37 143 Domare: Antonio Mateu Lahoz (Spanien) |
| 20:45(UTC+1) | 20:45(UTC+1)     |                      |         |                          | Sofia, Bulgarien Publik: 37 143 Domare: Antonio Mateu Lahoz (Spanien) | Sofia, Bulgarien Publik: 37 143 Domare: Antonio Mateu Lahoz (Spanien) |
| 20:45(UTC+1) | 20:45(UTC+1)     |                      |         |                          | Sofia, Bulgarien Publik: 37 143 Domare: Antonio Mateu Lahoz (Spanien) | Sofia, Bulgarien Publik: 37 143 Domare: Antonio Mateu Lahoz (Spanien) |

|              | 26 november 2014 | Basel | 0 – 1   | Real Madrid | St. Jakob-Park                                                |                                                               |
| 20:45(UTC+1) | 20:45(UTC+1)     |       | (0 – 1) | Ronaldo 35′ | Basel, Schweiz Publik: 36 000 Domare: Milorad Mažić (Serbien) | Basel, Schweiz Publik: 36 000 Domare: Milorad Mažić (Serbien) |
| 20:45(UTC+1) | 20:45(UTC+1)     |       |         |             | Basel, Schweiz Publik: 36 000 Domare: Milorad Mažić (Serbien) | Basel, Schweiz Publik: 36 000 Domare: Milorad Mažić (Serbien) |
| 20:45(UTC+1) | 20:45(UTC+1)     |       |         |             | Basel, Schweiz Publik: 36 000 Domare: Milorad Mažić (Serbien) | Basel, Schweiz Publik: 36 000 Domare: Milorad Mažić (Serbien) |

|              | 9 december 2014 | Liverpool   | 1 – 1   | Basel    | Anfield                                                                 |                                                                         |
| 20:45(UTC+1) | 20:45(UTC+1)    | Gerrard 81′ | (0 – 1) | Frei 25′ | Liverpool, England Publik: 43 290 Domare: Björn Kuipers (Nederländerna) | Liverpool, England Publik: 43 290 Domare: Björn Kuipers (Nederländerna) |
| 20:45(UTC+1) | 20:45(UTC+1)    |             |         |          | Liverpool, England Publik: 43 290 Domare: Björn Kuipers (Nederländerna) | Liverpool, England Publik: 43 290 Domare: Björn Kuipers (Nederländerna) |
| 20:45(UTC+1) | 20:45(UTC+1)    |             |         |          | Liverpool, England Publik: 43 290 Domare: Björn Kuipers (Nederländerna) | Liverpool, England Publik: 43 290 Domare: Björn Kuipers (Nederländerna) |

|              | 9 december 2014 | Real Madrid                                        | 4 – 0   | Ludogorets Razgrad | Santiago Bernabéu-stadion                                         |                                                                   |
| 20:45(UTC+1) | 20:45(UTC+1)    | Ronaldo 20′ (str.) Bale 38′ Arbeloa 80′ Medrán 88′ | (2 – 0) |                    | Madrid, Spanien Publik: 58 393 Domare: Clément Turpin (Frankrike) | Madrid, Spanien Publik: 58 393 Domare: Clément Turpin (Frankrike) |
| 20:45(UTC+1) | 20:45(UTC+1)    |                                                    |         |                    | Madrid, Spanien Publik: 58 393 Domare: Clément Turpin (Frankrike) | Madrid, Spanien Publik: 58 393 Domare: Clément Turpin (Frankrike) |
| 20:45(UTC+1) | 20:45(UTC+1)    |                                                    |         |                    | Madrid, Spanien Publik: 58 393 Domare: Clément Turpin (Frankrike) | Madrid, Spanien Publik: 58 393 Domare: Clément Turpin (Frankrike) |

### Grupp C
| Nr | Lag                    | S | V | O | F | GM | IM | MS | P  |
| -- | ---------------------- | - | - | - | - | -- | -- | -- | -- |
| 1  | AS Monaco              | 6 | 3 | 2 | 1 | 4  | 1  | +3 | 11 |
| 2  | Bayer Leverkusen       | 6 | 3 | 1 | 2 | 7  | 4  | +3 | 10 |
| 3  | Zenit Sankt Petersburg | 6 | 2 | 1 | 3 | 4  | 6  | −2 | 7  |
| 4  | Benfica                | 6 | 1 | 2 | 3 | 2  | 6  | −4 | 5  |

|       | 16 september 2014 | Monaco            | 1 – 0           | Bayer Leverkusen | Stade Louis II                                                      |                                                                     |
| 20:45 | 20:45             | João Moutinho 61′ | (0 – 0) Rapport |                  | Fontvieille, Monaco Publik: 8 130 Domare: Pavel Královec (Tjeckien) | Fontvieille, Monaco Publik: 8 130 Domare: Pavel Královec (Tjeckien) |
| 20:45 | 20:45             |                   |                 |                  | Fontvieille, Monaco Publik: 8 130 Domare: Pavel Královec (Tjeckien) | Fontvieille, Monaco Publik: 8 130 Domare: Pavel Královec (Tjeckien) |
| 20:45 | 20:45             |                   |                 |                  | Fontvieille, Monaco Publik: 8 130 Domare: Pavel Královec (Tjeckien) | Fontvieille, Monaco Publik: 8 130 Domare: Pavel Královec (Tjeckien) |

|       | 16 september 2014 | Benfica | 0 – 2           | Zenit St. Petersburg | Estádio da Luz                                                      |                                                                     |
| 20:45 | 20:45             |         | (0 – 2) Rapport | Hulk 5′ Witsel 22′   | Lissabon, Portugal Publik: 35 294 Domare: Svein Oddvar Moen (Norge) | Lissabon, Portugal Publik: 35 294 Domare: Svein Oddvar Moen (Norge) |
| 20:45 | 20:45             |         |                 |                      | Lissabon, Portugal Publik: 35 294 Domare: Svein Oddvar Moen (Norge) | Lissabon, Portugal Publik: 35 294 Domare: Svein Oddvar Moen (Norge) |
| 20:45 | 20:45             |         |                 |                      | Lissabon, Portugal Publik: 35 294 Domare: Svein Oddvar Moen (Norge) | Lissabon, Portugal Publik: 35 294 Domare: Svein Oddvar Moen (Norge) |

|       | 1 oktober 2014 | Zenit St. Petersburg | 0 – 0   | Monaco | Petrovskijstadion                                                            |                                                                              |
| 18:00 | 18:00          |                      | Rapport |        | Sankt Petersburg, Ryssland Publik: 13 817 Domare: Mark Clattenburg (England) | Sankt Petersburg, Ryssland Publik: 13 817 Domare: Mark Clattenburg (England) |
| 18:00 | 18:00          |                      |         |        | Sankt Petersburg, Ryssland Publik: 13 817 Domare: Mark Clattenburg (England) | Sankt Petersburg, Ryssland Publik: 13 817 Domare: Mark Clattenburg (England) |
| 18:00 | 18:00          |                      |         |        | Sankt Petersburg, Ryssland Publik: 13 817 Domare: Mark Clattenburg (England) | Sankt Petersburg, Ryssland Publik: 13 817 Domare: Mark Clattenburg (England) |

|       | 1 oktober 2014 | Bayer Leverkusen                                     | 3 – 1           | Benfica    | BayArena                                                              |                                                                       |
| 20:45 | 20:45          | Kießling 25′ Son Heung-min 34′ Çalhanoğlu 64′ (str.) | (2 – 0) Rapport | Salvio 62′ | Leverkusen, Tyskland Publik: 25 202 Domare: Martin Atkinson (England) | Leverkusen, Tyskland Publik: 25 202 Domare: Martin Atkinson (England) |
| 20:45 | 20:45          |                                                      |                 |            | Leverkusen, Tyskland Publik: 25 202 Domare: Martin Atkinson (England) | Leverkusen, Tyskland Publik: 25 202 Domare: Martin Atkinson (England) |
| 20:45 | 20:45          |                                                      |                 |            | Leverkusen, Tyskland Publik: 25 202 Domare: Martin Atkinson (England) | Leverkusen, Tyskland Publik: 25 202 Domare: Martin Atkinson (England) |

|       | 22 oktober 2014 | Bayer Leverkusen            | 2 – 0   | Zenit St. Petersburg | BayArena                                                                  |                                                                           |
| 20:45 | 20:45           | Donati 58′ Papadopoulos 63′ | (0 – 0) |                      | Leverkusen, Tyskland Publik: 27 254 Domare: Björn Kuipers (Nederländerna) | Leverkusen, Tyskland Publik: 27 254 Domare: Björn Kuipers (Nederländerna) |
| 20:45 | 20:45           |                             |         |                      | Leverkusen, Tyskland Publik: 27 254 Domare: Björn Kuipers (Nederländerna) | Leverkusen, Tyskland Publik: 27 254 Domare: Björn Kuipers (Nederländerna) |
| 20:45 | 20:45           |                             |         |                      | Leverkusen, Tyskland Publik: 27 254 Domare: Björn Kuipers (Nederländerna) | Leverkusen, Tyskland Publik: 27 254 Domare: Björn Kuipers (Nederländerna) |

|       | 22 oktober 2014 | Monaco | 0 – 0 | Benfica | Stade Louis II                                                      |                                                                     |
| 20:45 | 20:45           |        |       |         | Fontvieille, Monaco Publik: 12 776 Domare: Szymon Marciniak (Polen) | Fontvieille, Monaco Publik: 12 776 Domare: Szymon Marciniak (Polen) |
| 20:45 | 20:45           |        |       |         | Fontvieille, Monaco Publik: 12 776 Domare: Szymon Marciniak (Polen) | Fontvieille, Monaco Publik: 12 776 Domare: Szymon Marciniak (Polen) |
| 20:45 | 20:45           |        |       |         | Fontvieille, Monaco Publik: 12 776 Domare: Szymon Marciniak (Polen) | Fontvieille, Monaco Publik: 12 776 Domare: Szymon Marciniak (Polen) |

|       | 4 november 2014 | Zenit St. Petersburg | 1 – 2   | Bayer Leverkusen       | Petrovskijstadion                                                                    |                                                                                      |
| 18:00 | 18:00           | Rondón 89′           | (0 – 0) | Son Heung-min 68′, 73′ | Sankt Petersburg, Ryssland Publik: 17 010 Domare: Alberto Undiano Mallenco (Spanien) | Sankt Petersburg, Ryssland Publik: 17 010 Domare: Alberto Undiano Mallenco (Spanien) |
| 18:00 | 18:00           |                      |         |                        | Sankt Petersburg, Ryssland Publik: 17 010 Domare: Alberto Undiano Mallenco (Spanien) | Sankt Petersburg, Ryssland Publik: 17 010 Domare: Alberto Undiano Mallenco (Spanien) |
| 18:00 | 18:00           |                      |         |                        | Sankt Petersburg, Ryssland Publik: 17 010 Domare: Alberto Undiano Mallenco (Spanien) | Sankt Petersburg, Ryssland Publik: 17 010 Domare: Alberto Undiano Mallenco (Spanien) |

|       | 4 november 2014 | Benfica     | 1 – 0   | Monaco | Estádio da Luz                                                               |                                                                              |
| 20:45 | 20:45           | Talisca 82′ | (0 – 0) |        | Lissabon, Portugal Publik: 32 565 Domare: David Fernández Borbalán (Spanien) | Lissabon, Portugal Publik: 32 565 Domare: David Fernández Borbalán (Spanien) |
| 20:45 | 20:45           |             |         |        | Lissabon, Portugal Publik: 32 565 Domare: David Fernández Borbalán (Spanien) | Lissabon, Portugal Publik: 32 565 Domare: David Fernández Borbalán (Spanien) |
| 20:45 | 20:45           |             |         |        | Lissabon, Portugal Publik: 32 565 Domare: David Fernández Borbalán (Spanien) | Lissabon, Portugal Publik: 32 565 Domare: David Fernández Borbalán (Spanien) |

|       | 26 november 2014 | Zenit St. Petersburg | 1 – 0   | Benfica | Petrovskijstadion                                                          |                                                                            |
| 18:00 | 18:00            | Danny 79′            | (0 – 0) |         | Sankt Petersburg, Ryssland Publik: 14 123 Domare: Nicola Rizzoli (Italien) | Sankt Petersburg, Ryssland Publik: 14 123 Domare: Nicola Rizzoli (Italien) |
| 18:00 | 18:00            |                      |         |         | Sankt Petersburg, Ryssland Publik: 14 123 Domare: Nicola Rizzoli (Italien) | Sankt Petersburg, Ryssland Publik: 14 123 Domare: Nicola Rizzoli (Italien) |
| 18:00 | 18:00            |                      |         |         | Sankt Petersburg, Ryssland Publik: 14 123 Domare: Nicola Rizzoli (Italien) | Sankt Petersburg, Ryssland Publik: 14 123 Domare: Nicola Rizzoli (Italien) |

|       | 26 november 2014 | Bayer Leverkusen | 0 – 1   | Monaco      | BayArena                                                                |                                                                         |
| 20:45 | 20:45            |                  | (0 – 0) | Ocampos 72′ | Leverkusen, Tyskland Publik: 26 230 Domare: Paolo Tagliavento (Italien) | Leverkusen, Tyskland Publik: 26 230 Domare: Paolo Tagliavento (Italien) |
| 20:45 | 20:45            |                  |         |             | Leverkusen, Tyskland Publik: 26 230 Domare: Paolo Tagliavento (Italien) | Leverkusen, Tyskland Publik: 26 230 Domare: Paolo Tagliavento (Italien) |
| 20:45 | 20:45            |                  |         |             | Leverkusen, Tyskland Publik: 26 230 Domare: Paolo Tagliavento (Italien) | Leverkusen, Tyskland Publik: 26 230 Domare: Paolo Tagliavento (Italien) |

|       | 9 december 2014 | Monaco                    | 2 – 0   | Zenit St. Petersburg | Stade Louis II                                                       |                                                                      |
| 20:45 | 20:45           | Abdennour 63′ Fabinho 89′ | (0 – 0) |                      | Fontvieille, Monaco Publik: 11 319 Domare: Damir Skomina (Slovenien) | Fontvieille, Monaco Publik: 11 319 Domare: Damir Skomina (Slovenien) |
| 20:45 | 20:45           |                           |         |                      | Fontvieille, Monaco Publik: 11 319 Domare: Damir Skomina (Slovenien) | Fontvieille, Monaco Publik: 11 319 Domare: Damir Skomina (Slovenien) |
| 20:45 | 20:45           |                           |         |                      | Fontvieille, Monaco Publik: 11 319 Domare: Damir Skomina (Slovenien) | Fontvieille, Monaco Publik: 11 319 Domare: Damir Skomina (Slovenien) |

|       | 9 december 2014 | Benfica | 0 – 0 | Bayer Leverkusen | Estádio da Luz                                                           |                                                                          |
| 20:45 | 20:45           |         |       |                  | Lissabon, Portugal Publik: 17 564 Domare: Aleksei Kulbakov (Vitryssland) | Lissabon, Portugal Publik: 17 564 Domare: Aleksei Kulbakov (Vitryssland) |
| 20:45 | 20:45           |         |       |                  | Lissabon, Portugal Publik: 17 564 Domare: Aleksei Kulbakov (Vitryssland) | Lissabon, Portugal Publik: 17 564 Domare: Aleksei Kulbakov (Vitryssland) |
| 20:45 | 20:45           |         |       |                  | Lissabon, Portugal Publik: 17 564 Domare: Aleksei Kulbakov (Vitryssland) | Lissabon, Portugal Publik: 17 564 Domare: Aleksei Kulbakov (Vitryssland) |

### Grupp D
| Nr | Lag               | S | V | O | F | GM | IM | MS  | P  |
| -- | ----------------- | - | - | - | - | -- | -- | --- | -- |
| 1  | Borussia Dortmund | 6 | 4 | 1 | 1 | 14 | 4  | +10 | 13 |
| 2  | Arsenal           | 6 | 4 | 1 | 1 | 15 | 8  | +7  | 13 |
| 3  | Anderlecht        | 6 | 1 | 3 | 2 | 8  | 10 | −2  | 6  |
| 4  | Galatasaray       | 6 | 0 | 1 | 5 | 4  | 19 | −15 | 1  |

|       | 16 september 2014 | Galatasaray  | 1 – 1           | Anderlecht | Türk Telekom Arena                                           |                                                              |
| 20:45 | 20:45             | Yılmaz 90+1′ | (0 – 0) Rapport | Praet 52′  | Istanbul, Turkiet Publik: 28 553 Domare: István Vad (Ungern) | Istanbul, Turkiet Publik: 28 553 Domare: István Vad (Ungern) |
| 20:45 | 20:45             |              |                 |            | Istanbul, Turkiet Publik: 28 553 Domare: István Vad (Ungern) | Istanbul, Turkiet Publik: 28 553 Domare: István Vad (Ungern) |
| 20:45 | 20:45             |              |                 |            | Istanbul, Turkiet Publik: 28 553 Domare: István Vad (Ungern) | Istanbul, Turkiet Publik: 28 553 Domare: István Vad (Ungern) |

|       | 16 september 2014 | Borussia Dortmund           | 2 – 0           | Arsenal | Signal Iduna Park                                                         |                                                                           |
| 20:45 | 20:45             | Immobile 45′ Aubameyang 48′ | (1 – 0) Rapport |         | Dortmund, Tyskland Publik: 65 851 Domare: Olegário Benquerença (Portugal) | Dortmund, Tyskland Publik: 65 851 Domare: Olegário Benquerença (Portugal) |
| 20:45 | 20:45             |                             |                 |         | Dortmund, Tyskland Publik: 65 851 Domare: Olegário Benquerença (Portugal) | Dortmund, Tyskland Publik: 65 851 Domare: Olegário Benquerença (Portugal) |
| 20:45 | 20:45             |                             |                 |         | Dortmund, Tyskland Publik: 65 851 Domare: Olegário Benquerença (Portugal) | Dortmund, Tyskland Publik: 65 851 Domare: Olegário Benquerença (Portugal) |

|       | 1 oktober 2014 | Arsenal                           | 4 – 1           | Galatasaray       | Emirates Stadium                                                 |                                                                  |
| 20:45 | 20:45          | Welbeck 22′, 30′, 52′ Sánchez 41′ | (3 – 0) Rapport | Yılmaz 63′ (str.) | London, England Publik: 59 803 Domare: Gianluca Rocchi (Italien) | London, England Publik: 59 803 Domare: Gianluca Rocchi (Italien) |
| 20:45 | 20:45          |                                   |                 |                   | London, England Publik: 59 803 Domare: Gianluca Rocchi (Italien) | London, England Publik: 59 803 Domare: Gianluca Rocchi (Italien) |
| 20:45 | 20:45          |                                   |                 |                   | London, England Publik: 59 803 Domare: Gianluca Rocchi (Italien) | London, England Publik: 59 803 Domare: Gianluca Rocchi (Italien) |

|       | 1 oktober 2014 | Anderlecht | 0 – 3           | Borussia Dortmund          | Constant Vanden Stock-stadion                                          |                                                                        |
| 20:45 | 20:45          |            | (0 – 1) Rapport | Immobile 3′ Ramos 69′, 79′ | Anderlecht, Belgien Publik: 18 649 Domare: Paolo Tagliavento (Italien) | Anderlecht, Belgien Publik: 18 649 Domare: Paolo Tagliavento (Italien) |
| 20:45 | 20:45          |            |                 |                            | Anderlecht, Belgien Publik: 18 649 Domare: Paolo Tagliavento (Italien) | Anderlecht, Belgien Publik: 18 649 Domare: Paolo Tagliavento (Italien) |
| 20:45 | 20:45          |            |                 |                            | Anderlecht, Belgien Publik: 18 649 Domare: Paolo Tagliavento (Italien) | Anderlecht, Belgien Publik: 18 649 Domare: Paolo Tagliavento (Italien) |

|       | 22 oktober 2014 | Anderlecht | 1 – 2   | Arsenal                  | Constant Vanden Stock-stadion                                                |                                                                              |
| 20:45 | 20:45           | Najar 71′  | (0 – 0) | Gibbs 89′ Podolski 90+1′ | Anderlecht, Belgien Publik: 19 881 Domare: Carlos Velasco Carballo (Spanien) | Anderlecht, Belgien Publik: 19 881 Domare: Carlos Velasco Carballo (Spanien) |
| 20:45 | 20:45           |            |         |                          | Anderlecht, Belgien Publik: 19 881 Domare: Carlos Velasco Carballo (Spanien) | Anderlecht, Belgien Publik: 19 881 Domare: Carlos Velasco Carballo (Spanien) |
| 20:45 | 20:45           |            |         |                          | Anderlecht, Belgien Publik: 19 881 Domare: Carlos Velasco Carballo (Spanien) | Anderlecht, Belgien Publik: 19 881 Domare: Carlos Velasco Carballo (Spanien) |

|       | 22 oktober 2014 | Galatasaray | 0 – 4   | Borussia Dortmund                     | Türk Telekom Arena                                                     |                                                                        |
| 20:45 | 20:45           |             | (0 – 3) | Aubameyang 6′, 18′ Reus 41′ Ramos 83′ | Istanbul, Turkiet Publik: 36 324 Domare: Antonio Mateu Lahoz (Spanien) | Istanbul, Turkiet Publik: 36 324 Domare: Antonio Mateu Lahoz (Spanien) |
| 20:45 | 20:45           |             |         |                                       | Istanbul, Turkiet Publik: 36 324 Domare: Antonio Mateu Lahoz (Spanien) | Istanbul, Turkiet Publik: 36 324 Domare: Antonio Mateu Lahoz (Spanien) |
| 20:45 | 20:45           |             |         |                                       | Istanbul, Turkiet Publik: 36 324 Domare: Antonio Mateu Lahoz (Spanien) | Istanbul, Turkiet Publik: 36 324 Domare: Antonio Mateu Lahoz (Spanien) |

|       | 4 november 2014 | Arsenal                                              | 3 – 3   | Anderlecht                                | Emirates Stadium                                                  |                                                                   |
| 20:45 | 20:45           | Arteta 25′ (str.) Sánchez 29′ Oxlade-Chamberlain 58′ | (2 – 0) | Vanden Borre 61′, 73′ (str.) Mitrović 90′ | London, England Publik: 59 872 Domare: Clément Turpin (Frankrike) | London, England Publik: 59 872 Domare: Clément Turpin (Frankrike) |
| 20:45 | 20:45           |                                                      |         |                                           | London, England Publik: 59 872 Domare: Clément Turpin (Frankrike) | London, England Publik: 59 872 Domare: Clément Turpin (Frankrike) |
| 20:45 | 20:45           |                                                      |         |                                           | London, England Publik: 59 872 Domare: Clément Turpin (Frankrike) | London, England Publik: 59 872 Domare: Clément Turpin (Frankrike) |

|       | 4 november 2014 | Borussia Dortmund                                          | 4 – 1   | Galatasaray | Signal Iduna Park                                                   |                                                                     |
| 20:45 | 20:45           | Reus 39′ Papastathopoulos 56′ Immobile 74′ Kaya 85′ (sjm.) | (1 – 0) | Balta 70′   | Dortmund, Tyskland Publik: 65 851 Domare: Pavel Královec (Tjeckien) | Dortmund, Tyskland Publik: 65 851 Domare: Pavel Královec (Tjeckien) |
| 20:45 | 20:45           |                                                            |         |             | Dortmund, Tyskland Publik: 65 851 Domare: Pavel Královec (Tjeckien) | Dortmund, Tyskland Publik: 65 851 Domare: Pavel Královec (Tjeckien) |
| 20:45 | 20:45           |                                                            |         |             | Dortmund, Tyskland Publik: 65 851 Domare: Pavel Královec (Tjeckien) | Dortmund, Tyskland Publik: 65 851 Domare: Pavel Královec (Tjeckien) |

|       | 26 november 2014 | Anderlecht      | 2 – 0   | Galatasaray | Constant Vanden Stock-stadion                                    |                                                                  |
| 20:45 | 20:45            | Mbemba 44′, 86′ | (1 – 0) |             | Anderlecht, Belgien Publik: 19 857 Domare: Ivan Bebek (Kroatien) | Anderlecht, Belgien Publik: 19 857 Domare: Ivan Bebek (Kroatien) |
| 20:45 | 20:45            |                 |         |             | Anderlecht, Belgien Publik: 19 857 Domare: Ivan Bebek (Kroatien) | Anderlecht, Belgien Publik: 19 857 Domare: Ivan Bebek (Kroatien) |
| 20:45 | 20:45            |                 |         |             | Anderlecht, Belgien Publik: 19 857 Domare: Ivan Bebek (Kroatien) | Anderlecht, Belgien Publik: 19 857 Domare: Ivan Bebek (Kroatien) |

|       | 26 november 2014 | Arsenal               | 2 – 0   | Borussia Dortmund | Emirates Stadium                                              |                                                               |
| 20:45 | 20:45            | Sanogo 2′ Sánchez 57′ | (1 – 0) |                   | London, England Publik: 59 902 Domare: Viktor Kassai (Ungern) | London, England Publik: 59 902 Domare: Viktor Kassai (Ungern) |
| 20:45 | 20:45            |                       |         |                   | London, England Publik: 59 902 Domare: Viktor Kassai (Ungern) | London, England Publik: 59 902 Domare: Viktor Kassai (Ungern) |
| 20:45 | 20:45            |                       |         |                   | London, England Publik: 59 902 Domare: Viktor Kassai (Ungern) | London, England Publik: 59 902 Domare: Viktor Kassai (Ungern) |

|       | 9 december 2014 | Galatasaray  | 1 – 4   | Arsenal                            | Türk Telekom Arena                                                          |                                                                             |
| 20:45 | 20:45           | Sneijder 88′ | (0 – 3) | Podolski 3′, 90+2′ Ramsey 11′, 29′ | Istanbul, Turkiet Publik: 20 590 Domare: David Fernández Borbalán (Spanien) | Istanbul, Turkiet Publik: 20 590 Domare: David Fernández Borbalán (Spanien) |
| 20:45 | 20:45           |              |         |                                    | Istanbul, Turkiet Publik: 20 590 Domare: David Fernández Borbalán (Spanien) | Istanbul, Turkiet Publik: 20 590 Domare: David Fernández Borbalán (Spanien) |
| 20:45 | 20:45           |              |         |                                    | Istanbul, Turkiet Publik: 20 590 Domare: David Fernández Borbalán (Spanien) | Istanbul, Turkiet Publik: 20 590 Domare: David Fernández Borbalán (Spanien) |

|       | 9 december 2014 | Borussia Dortmund | 1 – 1   | Anderlecht   | Signal Iduna Park                                                            |                                                                              |
| 20:45 | 20:45           | Immobile 58′      | (0 – 0) | Mitrović 84′ | Dortmund, Tyskland Publik: 65 851 Domare: Alberto Undiano Mallenco (Spanien) | Dortmund, Tyskland Publik: 65 851 Domare: Alberto Undiano Mallenco (Spanien) |
| 20:45 | 20:45           |                   |         |              | Dortmund, Tyskland Publik: 65 851 Domare: Alberto Undiano Mallenco (Spanien) | Dortmund, Tyskland Publik: 65 851 Domare: Alberto Undiano Mallenco (Spanien) |
| 20:45 | 20:45           |                   |         |              | Dortmund, Tyskland Publik: 65 851 Domare: Alberto Undiano Mallenco (Spanien) | Dortmund, Tyskland Publik: 65 851 Domare: Alberto Undiano Mallenco (Spanien) |

### Grupp E
| Nr | Lag             | S | V | O | F | GM | IM | MS  | P  |
| -- | --------------- | - | - | - | - | -- | -- | --- | -- |
| 1  | Bayern München  | 6 | 5 | 0 | 1 | 16 | 4  | +12 | 15 |
| 2  | Manchester City | 6 | 2 | 2 | 2 | 9  | 8  | +1  | 8  |
| 3  | Roma            | 6 | 1 | 2 | 3 | 8  | 14 | −6  | 5  |
| 4  | CSKA Moskva     | 6 | 1 | 2 | 3 | 6  | 13 | −7  | 5  |

|       | 17 september 2014 | Roma                                                          | 5 – 1           | CSKA Moskva | Stadio Olimpico                                                        |                                                                        |
| 20:45 | 20:45             | Iturbe 6′ Gervinho 10′, 31′ Maicon 20′ Ignashevich 50′ (sjm.) | (4 – 0) Rapport | Musa 82′    | Rom, Italien Publik: 40 888 Domare: David Fernández Borbalán (Spanien) | Rom, Italien Publik: 40 888 Domare: David Fernández Borbalán (Spanien) |
| 20:45 | 20:45             |                                                               |                 |             | Rom, Italien Publik: 40 888 Domare: David Fernández Borbalán (Spanien) | Rom, Italien Publik: 40 888 Domare: David Fernández Borbalán (Spanien) |
| 20:45 | 20:45             |                                                               |                 |             | Rom, Italien Publik: 40 888 Domare: David Fernández Borbalán (Spanien) | Rom, Italien Publik: 40 888 Domare: David Fernández Borbalán (Spanien) |

|       | 17 september 2014 | Bayern München | 1 – 0           | Manchester City | Allianz Arena                                                               |                                                                             |
| 20:45 | 20:45             | Boateng 90′    | (0 – 0) Rapport |                 | München, Tyskland Publik: 68 000 Domare: Alberto Undiano Mallenco (Spanien) | München, Tyskland Publik: 68 000 Domare: Alberto Undiano Mallenco (Spanien) |
| 20:45 | 20:45             |                |                 |                 | München, Tyskland Publik: 68 000 Domare: Alberto Undiano Mallenco (Spanien) | München, Tyskland Publik: 68 000 Domare: Alberto Undiano Mallenco (Spanien) |
| 20:45 | 20:45             |                |                 |                 | München, Tyskland Publik: 68 000 Domare: Alberto Undiano Mallenco (Spanien) | München, Tyskland Publik: 68 000 Domare: Alberto Undiano Mallenco (Spanien) |

|       | 30 september 2014 | CSKA Moskva | 0 – 1           | Bayern München    | Arena Chimki                                                                  |                                                                               |
| 18:00 | 18:00             |             | (0 – 1) Rapport | Müller 22′ (str.) | Chimki (Moskva oblast), Ryssland Publik: 0 Domare: William Collum (Skottland) | Chimki (Moskva oblast), Ryssland Publik: 0 Domare: William Collum (Skottland) |
| 18:00 | 18:00             |             |                 |                   | Chimki (Moskva oblast), Ryssland Publik: 0 Domare: William Collum (Skottland) | Chimki (Moskva oblast), Ryssland Publik: 0 Domare: William Collum (Skottland) |
| 18:00 | 18:00             |             |                 |                   | Chimki (Moskva oblast), Ryssland Publik: 0 Domare: William Collum (Skottland) | Chimki (Moskva oblast), Ryssland Publik: 0 Domare: William Collum (Skottland) |

|       | 30 september 2014 | Manchester City  | 1 – 1           | Roma      | Etihad Stadium                                                           |                                                                          |
| 20:45 | 20:45             | Agüero 4′ (str.) | (1 – 1) Rapport | Totti 23′ | Manchester, England Publik: 37 509 Domare: Björn Kuipers (Nederländerna) | Manchester, England Publik: 37 509 Domare: Björn Kuipers (Nederländerna) |
| 20:45 | 20:45             |                  |                 |           | Manchester, England Publik: 37 509 Domare: Björn Kuipers (Nederländerna) | Manchester, England Publik: 37 509 Domare: Björn Kuipers (Nederländerna) |
| 20:45 | 20:45             |                  |                 |           | Manchester, England Publik: 37 509 Domare: Björn Kuipers (Nederländerna) | Manchester, England Publik: 37 509 Domare: Björn Kuipers (Nederländerna) |

|       | 21 oktober 2014 | CSKA Moskva                   | 2 – 2   | Manchester City       | Arena Chimki                                                           |                                                                        |
| 18:00 | 18:00           | Doumbia 65′ Natkho 86′ (str.) | (0 – 2) | Agüero 29′ Milner 38′ | Chimki (Moskva oblast), Ryssland Publik: 0 Domare: István Vad (Ungern) | Chimki (Moskva oblast), Ryssland Publik: 0 Domare: István Vad (Ungern) |
| 18:00 | 18:00           |                               |         |                       | Chimki (Moskva oblast), Ryssland Publik: 0 Domare: István Vad (Ungern) | Chimki (Moskva oblast), Ryssland Publik: 0 Domare: István Vad (Ungern) |
| 18:00 | 18:00           |                               |         |                       | Chimki (Moskva oblast), Ryssland Publik: 0 Domare: István Vad (Ungern) | Chimki (Moskva oblast), Ryssland Publik: 0 Domare: István Vad (Ungern) |

|       | 21 oktober 2014 | Roma         | 1 – 7   | Bayern München                                                                    | Stadio Olimpico                                              |                                                              |
| 20:45 | 20:45           | Gervinho 66′ | (0 – 5) | Robben 9′, 30′ Götze 23′ Lewandowski 25′ Müller 36′ (str.) Ribéry 78′ Shaqiri 80′ | Rom, Italien Publik: 70 544 Domare: Jonas Eriksson (Sverige) | Rom, Italien Publik: 70 544 Domare: Jonas Eriksson (Sverige) |
| 20:45 | 20:45           |              |         |                                                                                   | Rom, Italien Publik: 70 544 Domare: Jonas Eriksson (Sverige) | Rom, Italien Publik: 70 544 Domare: Jonas Eriksson (Sverige) |
| 20:45 | 20:45           |              |         |                                                                                   | Rom, Italien Publik: 70 544 Domare: Jonas Eriksson (Sverige) | Rom, Italien Publik: 70 544 Domare: Jonas Eriksson (Sverige) |

|       | 5 november 2014 | Manchester City | 1 – 2   | CSKA Moskva     | Etihad Stadium                                                                |                                                                               |
| 20:45 | 20:45           | Y. Touré 8′     | (1 – 2) | Doumbia 2′, 34′ | Manchester, England Publik: 45 143 Domare: Anastasios Sidiropoulos (Grekland) | Manchester, England Publik: 45 143 Domare: Anastasios Sidiropoulos (Grekland) |
| 20:45 | 20:45           |                 |         |                 | Manchester, England Publik: 45 143 Domare: Anastasios Sidiropoulos (Grekland) | Manchester, England Publik: 45 143 Domare: Anastasios Sidiropoulos (Grekland) |
| 20:45 | 20:45           |                 |         |                 | Manchester, England Publik: 45 143 Domare: Anastasios Sidiropoulos (Grekland) | Manchester, England Publik: 45 143 Domare: Anastasios Sidiropoulos (Grekland) |

|       | 5 november 2014 | Bayern München       | 2 – 0   | Roma | Allianz Arena                                                   |                                                                 |
| 20:45 | 20:45           | Ribéry 38′ Götze 64′ | (1 – 0) |      | München, Tyskland Publik: 68 000 Domare: Cüneyt Çakır (Turkiet) | München, Tyskland Publik: 68 000 Domare: Cüneyt Çakır (Turkiet) |
| 20:45 | 20:45           |                      |         |      | München, Tyskland Publik: 68 000 Domare: Cüneyt Çakır (Turkiet) | München, Tyskland Publik: 68 000 Domare: Cüneyt Çakır (Turkiet) |
| 20:45 | 20:45           |                      |         |      | München, Tyskland Publik: 68 000 Domare: Cüneyt Çakır (Turkiet) | München, Tyskland Publik: 68 000 Domare: Cüneyt Çakır (Turkiet) |

|       | 25 november 2014 | CSKA Moskva          | 1 – 1   | Roma      | Arena Chimki                                                              |                                                                           |
| 18:00 | 18:00            | V. Berezutskij 90+3′ | (0 – 1) | Totti 43′ | Chimki (Moskva oblast), Ryssland Publik: 0 Domare: Felix Brych (Tyskland) | Chimki (Moskva oblast), Ryssland Publik: 0 Domare: Felix Brych (Tyskland) |
| 18:00 | 18:00            |                      |         |           | Chimki (Moskva oblast), Ryssland Publik: 0 Domare: Felix Brych (Tyskland) | Chimki (Moskva oblast), Ryssland Publik: 0 Domare: Felix Brych (Tyskland) |
| 18:00 | 18:00            |                      |         |           | Chimki (Moskva oblast), Ryssland Publik: 0 Domare: Felix Brych (Tyskland) | Chimki (Moskva oblast), Ryssland Publik: 0 Domare: Felix Brych (Tyskland) |

|       | 25 november 2014 | Manchester City               | 3 – 2   | Bayern München             | Etihad Stadium                                                       |                                                                      |
| 20:45 | 20:45            | Agüero 22′ (str.), 85′, 90+1′ | (1 – 2) | Alonso 40′ Lewandowski 45′ | Manchester, England Publik: 44 510 Domare: Pavel Královec (Tjeckien) | Manchester, England Publik: 44 510 Domare: Pavel Královec (Tjeckien) |
| 20:45 | 20:45            |                               |         |                            | Manchester, England Publik: 44 510 Domare: Pavel Královec (Tjeckien) | Manchester, England Publik: 44 510 Domare: Pavel Královec (Tjeckien) |
| 20:45 | 20:45            |                               |         |                            | Manchester, England Publik: 44 510 Domare: Pavel Královec (Tjeckien) | Manchester, England Publik: 44 510 Domare: Pavel Královec (Tjeckien) |

|       | 10 december 2014 | Roma | 0 – 2   | Manchester City        | Stadio Olimpico                                             |                                                             |
| 20:45 | 20:45            |      | (0 – 0) | Nasri 60′ Zabaleta 86′ | Rom, Italien Publik: 54 119 Domare: Milorad Mažić (Serbien) | Rom, Italien Publik: 54 119 Domare: Milorad Mažić (Serbien) |
| 20:45 | 20:45            |      |         |                        | Rom, Italien Publik: 54 119 Domare: Milorad Mažić (Serbien) | Rom, Italien Publik: 54 119 Domare: Milorad Mažić (Serbien) |
| 20:45 | 20:45            |      |         |                        | Rom, Italien Publik: 54 119 Domare: Milorad Mažić (Serbien) | Rom, Italien Publik: 54 119 Domare: Milorad Mažić (Serbien) |

|       | 10 december 2014 | Bayern München                       | 3 – 0   | CSKA Moskva | Allianz Arena                                                            |                                                                          |
| 20:45 | 20:45            | Müller 18′ (str.) Rode 84′ Götze 90′ | (1 – 0) |             | München, Tyskland Publik: 68 000 Domare: Olegário Benquerença (Portugal) | München, Tyskland Publik: 68 000 Domare: Olegário Benquerença (Portugal) |
| 20:45 | 20:45            |                                      |         |             | München, Tyskland Publik: 68 000 Domare: Olegário Benquerença (Portugal) | München, Tyskland Publik: 68 000 Domare: Olegário Benquerença (Portugal) |
| 20:45 | 20:45            |                                      |         |             | München, Tyskland Publik: 68 000 Domare: Olegário Benquerença (Portugal) | München, Tyskland Publik: 68 000 Domare: Olegário Benquerença (Portugal) |

### Grupp F
| Nr | Lag                 | S | V | O | F | GM | IM | MS  | P  |
| -- | ------------------- | - | - | - | - | -- | -- | --- | -- |
| 1  | Barcelona           | 6 | 5 | 0 | 1 | 15 | 5  | +10 | 15 |
| 2  | Paris Saint-Germain | 6 | 4 | 1 | 1 | 10 | 7  | +3  | 13 |
| 3  | Ajax                | 6 | 1 | 2 | 3 | 8  | 10 | −2  | 5  |
| 4  | APOEL               | 6 | 0 | 1 | 5 | 1  | 12 | −11 | 1  |

|       | 17 september 2014 | Barcelona | 1 – 0           | APOEL | Camp Nou                                                           |                                                                    |
| 20:45 | 20:45             | Piqué 28′ | (1 – 0) Rapport |       | Barcelona, Spanien Publik: 62 832 Domare: Deniz Aytekin (Tyskland) | Barcelona, Spanien Publik: 62 832 Domare: Deniz Aytekin (Tyskland) |
| 20:45 | 20:45             |           |                 |       | Barcelona, Spanien Publik: 62 832 Domare: Deniz Aytekin (Tyskland) | Barcelona, Spanien Publik: 62 832 Domare: Deniz Aytekin (Tyskland) |
| 20:45 | 20:45             |           |                 |       | Barcelona, Spanien Publik: 62 832 Domare: Deniz Aytekin (Tyskland) | Barcelona, Spanien Publik: 62 832 Domare: Deniz Aytekin (Tyskland) |

|       | 17 september 2014 | Ajax       | 1 – 1           | Paris Saint-Germain | Amsterdam Arena                                                           |                                                                           |
| 20:45 | 20:45             | Schöne 74′ | (0 – 1) Rapport | Cavani 14′          | Amsterdam, Nederländerna Publik: 50 430 Domare: Wolfgang Stark (Tyskland) | Amsterdam, Nederländerna Publik: 50 430 Domare: Wolfgang Stark (Tyskland) |
| 20:45 | 20:45             |            |                 |                     | Amsterdam, Nederländerna Publik: 50 430 Domare: Wolfgang Stark (Tyskland) | Amsterdam, Nederländerna Publik: 50 430 Domare: Wolfgang Stark (Tyskland) |
| 20:45 | 20:45             |            |                 |                     | Amsterdam, Nederländerna Publik: 50 430 Domare: Wolfgang Stark (Tyskland) | Amsterdam, Nederländerna Publik: 50 430 Domare: Wolfgang Stark (Tyskland) |

|       | 30 september 2014 | Paris Saint-Germain                     | 3 – 2           | Barcelona            | Parc des Princes                                                 |                                                                  |
| 20:45 | 20:45             | David Luiz 10′ Verratti 26′ Matuidi 54′ | (2 – 1) Rapport | Messi 12′ Neymar 56′ | Paris, Frankrike Publik: 46 400 Domare: Nicola Rizzoli (Italien) | Paris, Frankrike Publik: 46 400 Domare: Nicola Rizzoli (Italien) |
| 20:45 | 20:45             |                                         |                 |                      | Paris, Frankrike Publik: 46 400 Domare: Nicola Rizzoli (Italien) | Paris, Frankrike Publik: 46 400 Domare: Nicola Rizzoli (Italien) |
| 20:45 | 20:45             |                                         |                 |                      | Paris, Frankrike Publik: 46 400 Domare: Nicola Rizzoli (Italien) | Paris, Frankrike Publik: 46 400 Domare: Nicola Rizzoli (Italien) |

|       | 30 september 2014 | APOEL              | 1 – 1           | Ajax         | GSP Stadium                                                    |                                                                |
| 20:45 | 20:45             | Manduca 31′ (str.) | (1 – 1) Rapport | Andersen 28′ | Nicosia, Cypern Publik: 17 190 Domare: Milorad Mažić (Serbien) | Nicosia, Cypern Publik: 17 190 Domare: Milorad Mažić (Serbien) |
| 20:45 | 20:45             |                    |                 |              | Nicosia, Cypern Publik: 17 190 Domare: Milorad Mažić (Serbien) | Nicosia, Cypern Publik: 17 190 Domare: Milorad Mažić (Serbien) |
| 20:45 | 20:45             |                    |                 |              | Nicosia, Cypern Publik: 17 190 Domare: Milorad Mažić (Serbien) | Nicosia, Cypern Publik: 17 190 Domare: Milorad Mažić (Serbien) |

|       | 21 oktober 2014 | APOEL | 0 – 1   | Paris Saint-Germain | GSP Stadium                                                      |                                                                  |
| 20:45 | 20:45           |       | (0 – 0) | Cavani 87′          | Nicosia, Cypern Publik: 18 659 Domare: Ovidiu Hațegan (Rumänien) | Nicosia, Cypern Publik: 18 659 Domare: Ovidiu Hațegan (Rumänien) |
| 20:45 | 20:45           |       |         |                     | Nicosia, Cypern Publik: 18 659 Domare: Ovidiu Hațegan (Rumänien) | Nicosia, Cypern Publik: 18 659 Domare: Ovidiu Hațegan (Rumänien) |
| 20:45 | 20:45           |       |         |                     | Nicosia, Cypern Publik: 18 659 Domare: Ovidiu Hațegan (Rumänien) | Nicosia, Cypern Publik: 18 659 Domare: Ovidiu Hațegan (Rumänien) |

|       | 21 oktober 2014 | Barcelona                        | 3 – 1   | Ajax         | Camp Nou                                                             |                                                                      |
| 20:45 | 20:45           | Neymar 7′ Messi 24′ Sandro 90+4′ | (2 – 0) | El Ghazi 88′ | Barcelona, Spanien Publik: 79 357 Domare: William Collum (Skottland) | Barcelona, Spanien Publik: 79 357 Domare: William Collum (Skottland) |
| 20:45 | 20:45           |                                  |         |              | Barcelona, Spanien Publik: 79 357 Domare: William Collum (Skottland) | Barcelona, Spanien Publik: 79 357 Domare: William Collum (Skottland) |
| 20:45 | 20:45           |                                  |         |              | Barcelona, Spanien Publik: 79 357 Domare: William Collum (Skottland) | Barcelona, Spanien Publik: 79 357 Domare: William Collum (Skottland) |

|       | 5 november 2014 | Paris Saint-Germain | 1 – 0   | APOEL | Parc des Princes                                                        |                                                                         |
| 20:45 | 20:45           | Cavani 1′           | (1 – 0) |       | Paris, Frankrike Publik: 45 816 Domare: Olegário Benquerença (Portugal) | Paris, Frankrike Publik: 45 816 Domare: Olegário Benquerença (Portugal) |
| 20:45 | 20:45           |                     |         |       | Paris, Frankrike Publik: 45 816 Domare: Olegário Benquerença (Portugal) | Paris, Frankrike Publik: 45 816 Domare: Olegário Benquerença (Portugal) |
| 20:45 | 20:45           |                     |         |       | Paris, Frankrike Publik: 45 816 Domare: Olegário Benquerença (Portugal) | Paris, Frankrike Publik: 45 816 Domare: Olegário Benquerença (Portugal) |

|       | 5 november 2014 | Ajax | 0 – 2   | Barcelona      | Amsterdam Arena                                                          |                                                                          |
| 20:45 | 20:45           |      | (0 – 1) | Messi 36′, 76′ | Amsterdam, Nederländerna Publik: 52 117 Domare: Pedro Proença (Portugal) | Amsterdam, Nederländerna Publik: 52 117 Domare: Pedro Proença (Portugal) |
| 20:45 | 20:45           |      |         |                | Amsterdam, Nederländerna Publik: 52 117 Domare: Pedro Proença (Portugal) | Amsterdam, Nederländerna Publik: 52 117 Domare: Pedro Proença (Portugal) |
| 20:45 | 20:45           |      |         |                | Amsterdam, Nederländerna Publik: 52 117 Domare: Pedro Proença (Portugal) | Amsterdam, Nederländerna Publik: 52 117 Domare: Pedro Proença (Portugal) |

|       | 25 november 2014 | APOEL | 0 – 4   | Barcelona                      | GSP Stadium                                                      |                                                                  |
| 20:45 | 20:45            |       | (0 – 2) | Suárez 27′ Messi 38′, 58′, 87′ | Nicosia, Cypern Publik: 20 626 Domare: Gianluca Rocchi (Italien) | Nicosia, Cypern Publik: 20 626 Domare: Gianluca Rocchi (Italien) |
| 20:45 | 20:45            |       |         |                                | Nicosia, Cypern Publik: 20 626 Domare: Gianluca Rocchi (Italien) | Nicosia, Cypern Publik: 20 626 Domare: Gianluca Rocchi (Italien) |
| 20:45 | 20:45            |       |         |                                | Nicosia, Cypern Publik: 20 626 Domare: Gianluca Rocchi (Italien) | Nicosia, Cypern Publik: 20 626 Domare: Gianluca Rocchi (Italien) |

|       | 25 november 2014 | Paris Saint-Germain             | 3 – 1   | Ajax         | Parc des Princes                                              |                                                               |
| 20:45 | 20:45            | Cavani 33′, 83′ Ibrahimović 78′ | (1 – 0) | Klaassen 67′ | Paris, Frankrike Publik: 46 130 Domare: Matej Jug (Slovenien) | Paris, Frankrike Publik: 46 130 Domare: Matej Jug (Slovenien) |
| 20:45 | 20:45            |                                 |         |              | Paris, Frankrike Publik: 46 130 Domare: Matej Jug (Slovenien) | Paris, Frankrike Publik: 46 130 Domare: Matej Jug (Slovenien) |
| 20:45 | 20:45            |                                 |         |              | Paris, Frankrike Publik: 46 130 Domare: Matej Jug (Slovenien) | Paris, Frankrike Publik: 46 130 Domare: Matej Jug (Slovenien) |

|       | 10 december 2014 | Barcelona                       | 3 – 1   | Paris Saint-Germain | Camp Nou                                                            |                                                                     |
| 20:45 | 20:45            | Messi 19′ Neymar 42′ Suárez 77′ | (2 – 1) | Ibrahimović 15′     | Barcelona, Spanien Publik: 82 570 Domare: Martin Atkinson (England) | Barcelona, Spanien Publik: 82 570 Domare: Martin Atkinson (England) |
| 20:45 | 20:45            |                                 |         |                     | Barcelona, Spanien Publik: 82 570 Domare: Martin Atkinson (England) | Barcelona, Spanien Publik: 82 570 Domare: Martin Atkinson (England) |
| 20:45 | 20:45            |                                 |         |                     | Barcelona, Spanien Publik: 82 570 Domare: Martin Atkinson (England) | Barcelona, Spanien Publik: 82 570 Domare: Martin Atkinson (England) |

|       | 10 december 2014 | Ajax                                            | 4 – 0   | APOEL | Amsterdam Arena                                                                   |                                                                                   |
| 20:45 | 20:45            | Schöne 45+1′ (str.), 50′ Klaassen 53′ Milik 74′ | (1 – 0) |       | Amsterdam, Nederländerna Publik: 51 796 Domare: Carlos Velasco Carballo (Spanien) | Amsterdam, Nederländerna Publik: 51 796 Domare: Carlos Velasco Carballo (Spanien) |
| 20:45 | 20:45            |                                                 |         |       | Amsterdam, Nederländerna Publik: 51 796 Domare: Carlos Velasco Carballo (Spanien) | Amsterdam, Nederländerna Publik: 51 796 Domare: Carlos Velasco Carballo (Spanien) |
| 20:45 | 20:45            |                                                 |         |       | Amsterdam, Nederländerna Publik: 51 796 Domare: Carlos Velasco Carballo (Spanien) | Amsterdam, Nederländerna Publik: 51 796 Domare: Carlos Velasco Carballo (Spanien) |

### Grupp G
| Nr | Lag               | S | V | O | F | GM | IM | MS  | P  |
| -- | ----------------- | - | - | - | - | -- | -- | --- | -- |
| 1  | Chelsea           | 6 | 4 | 2 | 0 | 17 | 3  | +14 | 14 |
| 2  | Schalke 04        | 6 | 2 | 2 | 2 | 9  | 14 | −5  | 8  |
| 3  | Sporting Lissabon | 6 | 2 | 1 | 3 | 12 | 12 | 0   | 7  |
| 4  | Maribor           | 6 | 0 | 3 | 3 | 4  | 13 | −9  | 3  |

|       | 17 september 2014 | Chelsea      | 1 – 1           | Schalke 04    | Stamford Bridge                                              |                                                              |
| 20:45 | 20:45             | Fàbregas 11′ | (1 – 0) Rapport | Huntelaar 62′ | London, England Publik: 40 648 Domare: Ivan Bebek (Kroatien) | London, England Publik: 40 648 Domare: Ivan Bebek (Kroatien) |
| 20:45 | 20:45             |              |                 |               | London, England Publik: 40 648 Domare: Ivan Bebek (Kroatien) | London, England Publik: 40 648 Domare: Ivan Bebek (Kroatien) |
| 20:45 | 20:45             |              |                 |               | London, England Publik: 40 648 Domare: Ivan Bebek (Kroatien) | London, England Publik: 40 648 Domare: Ivan Bebek (Kroatien) |

|       | 17 september 2014 | Maribor       | 1 – 1           | Sporting Lissabon | Ljudski vrt                                                          |                                                                      |
| 20:45 | 20:45             | Zahović 90+2′ | (0 – 0) Rapport | Nani 80′          | Maribor, Slovenien Publik: 12 211 Domare: Clément Turpin (Frankrike) | Maribor, Slovenien Publik: 12 211 Domare: Clément Turpin (Frankrike) |
| 20:45 | 20:45             |               |                 |                   | Maribor, Slovenien Publik: 12 211 Domare: Clément Turpin (Frankrike) | Maribor, Slovenien Publik: 12 211 Domare: Clément Turpin (Frankrike) |
| 20:45 | 20:45             |               |                 |                   | Maribor, Slovenien Publik: 12 211 Domare: Clément Turpin (Frankrike) | Maribor, Slovenien Publik: 12 211 Domare: Clément Turpin (Frankrike) |

|       | 30 september 2014 | Sporting Lissabon | 0 – 1           | Chelsea   | Estádio José Alvalade                                                   |                                                                         |
| 20:45 | 20:45             |                   | (0 – 1) Rapport | Matić 34′ | Lissabon, Portugal Publik: 40 734 Domare: Antonio Mateu Lahoz (Spanien) | Lissabon, Portugal Publik: 40 734 Domare: Antonio Mateu Lahoz (Spanien) |
| 20:45 | 20:45             |                   |                 |           | Lissabon, Portugal Publik: 40 734 Domare: Antonio Mateu Lahoz (Spanien) | Lissabon, Portugal Publik: 40 734 Domare: Antonio Mateu Lahoz (Spanien) |
| 20:45 | 20:45             |                   |                 |           | Lissabon, Portugal Publik: 40 734 Domare: Antonio Mateu Lahoz (Spanien) | Lissabon, Portugal Publik: 40 734 Domare: Antonio Mateu Lahoz (Spanien) |

|       | 30 september 2014 | Schalke 04    | 1 – 1           | Maribor   | Veltins-Arena                                                                    |                                                                                  |
| 20:45 | 20:45             | Huntelaar 56′ | (0 – 1) Rapport | Bohar 37′ | Gelsenkirchen, Tyskland Publik: 47 997 Domare: Carlos Velasco Carballo (Spanien) | Gelsenkirchen, Tyskland Publik: 47 997 Domare: Carlos Velasco Carballo (Spanien) |
| 20:45 | 20:45             |               |                 |           | Gelsenkirchen, Tyskland Publik: 47 997 Domare: Carlos Velasco Carballo (Spanien) | Gelsenkirchen, Tyskland Publik: 47 997 Domare: Carlos Velasco Carballo (Spanien) |
| 20:45 | 20:45             |               |                 |           | Gelsenkirchen, Tyskland Publik: 47 997 Domare: Carlos Velasco Carballo (Spanien) | Gelsenkirchen, Tyskland Publik: 47 997 Domare: Carlos Velasco Carballo (Spanien) |

|       | 21 oktober 2014 | Schalke 04                                                     | 4 – 3   | Sporting Lissabon               | Veltins-Arena                                                            |                                                                          |
| 20:45 | 20:45           | Obasi 34′ Huntelaar 51′ Höwedes 60′ Choupo-Moting 90+3′ (str.) | (1 – 1) | Nani 16′ Adrien 64′ (str.), 78′ | Gelsenkirchen, Tyskland Publik: 49 943 Domare: Sergej Karasev (Ryssland) | Gelsenkirchen, Tyskland Publik: 49 943 Domare: Sergej Karasev (Ryssland) |
| 20:45 | 20:45           |                                                                |         |                                 | Gelsenkirchen, Tyskland Publik: 49 943 Domare: Sergej Karasev (Ryssland) | Gelsenkirchen, Tyskland Publik: 49 943 Domare: Sergej Karasev (Ryssland) |
| 20:45 | 20:45           |                                                                |         |                                 | Gelsenkirchen, Tyskland Publik: 49 943 Domare: Sergej Karasev (Ryssland) | Gelsenkirchen, Tyskland Publik: 49 943 Domare: Sergej Karasev (Ryssland) |

|       | 21 oktober 2014 | Chelsea                                                                      | 6 – 0   | Maribor | Stamford Bridge                                                       |                                                                       |
| 20:45 | 20:45           | Rémy 13′ Drogba 23′ (str.) Terry 31′ Viler 54′ (sjm.) Hazard 77′ (str.), 90′ | (3 – 0) |         | London, England Publik: 41 126 Domare: Danny Makkelie (Nederländerna) | London, England Publik: 41 126 Domare: Danny Makkelie (Nederländerna) |
| 20:45 | 20:45           |                                                                              |         |         | London, England Publik: 41 126 Domare: Danny Makkelie (Nederländerna) | London, England Publik: 41 126 Domare: Danny Makkelie (Nederländerna) |
| 20:45 | 20:45           |                                                                              |         |         | London, England Publik: 41 126 Domare: Danny Makkelie (Nederländerna) | London, England Publik: 41 126 Domare: Danny Makkelie (Nederländerna) |

|       | 5 november 2014 | Sporting Lissabon                             | 4 – 2   | Schalke 04                  | Estádio José Alvalade                                                 |                                                                       |
| 20:45 | 20:45           | Sarr 26′ Jefferson 52′ Nani 72′ Slimani 90+1′ | (1 – 1) | Slimani 17′ (sjm.) Aogo 88′ | Lissabon, Portugal Publik: 35 473 Domare: Paolo Tagliavento (Italien) | Lissabon, Portugal Publik: 35 473 Domare: Paolo Tagliavento (Italien) |
| 20:45 | 20:45           |                                               |         |                             | Lissabon, Portugal Publik: 35 473 Domare: Paolo Tagliavento (Italien) | Lissabon, Portugal Publik: 35 473 Domare: Paolo Tagliavento (Italien) |
| 20:45 | 20:45           |                                               |         |                             | Lissabon, Portugal Publik: 35 473 Domare: Paolo Tagliavento (Italien) | Lissabon, Portugal Publik: 35 473 Domare: Paolo Tagliavento (Italien) |

|       | 5 november 2014 | Maribor     | 1 – 1   | Chelsea   | Ljudski vrt                                                        |                                                                    |
| 20:45 | 20:45           | Ibraimi 50′ | (0 – 0) | Matić 73′ | Maribor, Slovenien Publik: 12 646 Domare: Daniele Orsato (Italien) | Maribor, Slovenien Publik: 12 646 Domare: Daniele Orsato (Italien) |
| 20:45 | 20:45           |             |         |           | Maribor, Slovenien Publik: 12 646 Domare: Daniele Orsato (Italien) | Maribor, Slovenien Publik: 12 646 Domare: Daniele Orsato (Italien) |
| 20:45 | 20:45           |             |         |           | Maribor, Slovenien Publik: 12 646 Domare: Daniele Orsato (Italien) | Maribor, Slovenien Publik: 12 646 Domare: Daniele Orsato (Italien) |

|       | 25 november 2014 | Schalke 04 | 0 – 5   | Chelsea                                                          | Veltins-Arena                                                           |                                                                         |
| 20:45 | 20:45            |            | (0 – 3) | Terry 2′ Willian 29′ Kirchhoff 44′ (sjm.) Drogba 76′ Ramires 78′ | Gelsenkirchen, Tyskland Publik: 54 442 Domare: Jonas Eriksson (Sverige) | Gelsenkirchen, Tyskland Publik: 54 442 Domare: Jonas Eriksson (Sverige) |
| 20:45 | 20:45            |            |         |                                                                  | Gelsenkirchen, Tyskland Publik: 54 442 Domare: Jonas Eriksson (Sverige) | Gelsenkirchen, Tyskland Publik: 54 442 Domare: Jonas Eriksson (Sverige) |
| 20:45 | 20:45            |            |         |                                                                  | Gelsenkirchen, Tyskland Publik: 54 442 Domare: Jonas Eriksson (Sverige) | Gelsenkirchen, Tyskland Publik: 54 442 Domare: Jonas Eriksson (Sverige) |

|       | 25 november 2014 | Sporting Lissabon             | 3 – 1   | Maribor              | Estádio José Alvalade                                               |                                                                     |
| 20:45 | 20:45            | Mané 10′ Nani 35′ Slimani 65′ | (2 – 1) | Jefferson 42′ (sjm.) | Lissabon, Portugal Publik: 32 739 Domare: Craig Thomson (Skottland) | Lissabon, Portugal Publik: 32 739 Domare: Craig Thomson (Skottland) |
| 20:45 | 20:45            |                               |         |                      | Lissabon, Portugal Publik: 32 739 Domare: Craig Thomson (Skottland) | Lissabon, Portugal Publik: 32 739 Domare: Craig Thomson (Skottland) |
| 20:45 | 20:45            |                               |         |                      | Lissabon, Portugal Publik: 32 739 Domare: Craig Thomson (Skottland) | Lissabon, Portugal Publik: 32 739 Domare: Craig Thomson (Skottland) |

|       | 10 december 2014 | Chelsea                                   | 3 – 1   | Sporting Lissabon | Stamford Bridge                                                  |                                                                  |
| 20:45 | 20:45            | Fàbregas 8′ (str.) Schürrle 16′ Mikel 56′ | (2 – 0) | Silva 50′         | London, England Publik: 41 089 Domare: Svein Oddvar Moen (Norge) | London, England Publik: 41 089 Domare: Svein Oddvar Moen (Norge) |
| 20:45 | 20:45            |                                           |         |                   | London, England Publik: 41 089 Domare: Svein Oddvar Moen (Norge) | London, England Publik: 41 089 Domare: Svein Oddvar Moen (Norge) |
| 20:45 | 20:45            |                                           |         |                   | London, England Publik: 41 089 Domare: Svein Oddvar Moen (Norge) | London, England Publik: 41 089 Domare: Svein Oddvar Moen (Norge) |

|       | 10 december 2014 | Maribor | 0 – 1   | Schalke 04 | Ljudski vrt                                                        |                                                                    |
| 20:45 | 20:45            |         | (0 – 0) | Meyer 62′  | Maribor, Slovenien Publik: 12 516 Domare: Szymon Marciniak (Polen) | Maribor, Slovenien Publik: 12 516 Domare: Szymon Marciniak (Polen) |
| 20:45 | 20:45            |         |         |            | Maribor, Slovenien Publik: 12 516 Domare: Szymon Marciniak (Polen) | Maribor, Slovenien Publik: 12 516 Domare: Szymon Marciniak (Polen) |
| 20:45 | 20:45            |         |         |            | Maribor, Slovenien Publik: 12 516 Domare: Szymon Marciniak (Polen) | Maribor, Slovenien Publik: 12 516 Domare: Szymon Marciniak (Polen) |

### Grupp H
| Nr | Lag              | S | V | O | F | GM | IM | MS  | P  |
| -- | ---------------- | - | - | - | - | -- | -- | --- | -- |
| 1  | Porto            | 6 | 4 | 2 | 0 | 16 | 4  | +12 | 14 |
| 2  | Sjachtar Donetsk | 6 | 2 | 3 | 1 | 15 | 4  | +11 | 9  |
| 3  | Athletic Bilbao  | 6 | 2 | 1 | 3 | 5  | 6  | −1  | 7  |
| 4  | Bate Borisov     | 6 | 1 | 0 | 5 | 2  | 24 | −22 | 3  |

|       | 17 september 2014 | Porto                                                      | 6 – 0           | BATE Borisov | Estádio do Dragão                                                  |                                                                    |
| 20:45 | 20:45             | Brahimi 5′, 32′, 57′ Martínez 37′ Adrián 61′ Aboubakar 76′ | (3 – 0) Rapport |              | Porto, Portugal Publik: 35 108 Domare: Bas Nijhuis (Nederländerna) | Porto, Portugal Publik: 35 108 Domare: Bas Nijhuis (Nederländerna) |
| 20:45 | 20:45             |                                                            |                 |              | Porto, Portugal Publik: 35 108 Domare: Bas Nijhuis (Nederländerna) | Porto, Portugal Publik: 35 108 Domare: Bas Nijhuis (Nederländerna) |
| 20:45 | 20:45             |                                                            |                 |              | Porto, Portugal Publik: 35 108 Domare: Bas Nijhuis (Nederländerna) | Porto, Portugal Publik: 35 108 Domare: Bas Nijhuis (Nederländerna) |

|       | 17 september 2014 | Athletic Bilbao | 0 – 0   | Sjachtar Donetsk | Estadio San Mamés                                                                  |                                                                                    |
| 20:45 | 20:45             |                 | Rapport |                  | Bilbao, Baskien, Spanien Publik: 48 351 Domare: Anastasios Sidiropoulos (Grekland) | Bilbao, Baskien, Spanien Publik: 48 351 Domare: Anastasios Sidiropoulos (Grekland) |
| 20:45 | 20:45             |                 |         |                  | Bilbao, Baskien, Spanien Publik: 48 351 Domare: Anastasios Sidiropoulos (Grekland) | Bilbao, Baskien, Spanien Publik: 48 351 Domare: Anastasios Sidiropoulos (Grekland) |
| 20:45 | 20:45             |                 |         |                  | Bilbao, Baskien, Spanien Publik: 48 351 Domare: Anastasios Sidiropoulos (Grekland) | Bilbao, Baskien, Spanien Publik: 48 351 Domare: Anastasios Sidiropoulos (Grekland) |

|       | 30 september 2014 | Sjachtar Donetsk                   | 2 – 2           | Porto                      | Arena Lviv                                                  |                                                             |
| 20:45 | 20:45             | Alex Teixeira 52′ Luiz Adriano 85′ | (0 – 0) Rapport | Martínez 89′ (str.), 90+4′ | Lviv, Ukraina Publik: 33 217 Domare: Cüneyt Çakır (Turkiet) | Lviv, Ukraina Publik: 33 217 Domare: Cüneyt Çakır (Turkiet) |
| 20:45 | 20:45             |                                    |                 |                            | Lviv, Ukraina Publik: 33 217 Domare: Cüneyt Çakır (Turkiet) | Lviv, Ukraina Publik: 33 217 Domare: Cüneyt Çakır (Turkiet) |
| 20:45 | 20:45             |                                    |                 |                            | Lviv, Ukraina Publik: 33 217 Domare: Cüneyt Çakır (Turkiet) | Lviv, Ukraina Publik: 33 217 Domare: Cüneyt Çakır (Turkiet) |

|       | 30 september 2014 | BATE Borisov               | 2 – 1           | Athletic Bilbao | Borisov Arena                                                           |                                                                         |
| 20:45 | 20:45             | Palyakow 19′ Karnitsky 41′ | (2 – 1) Rapport | Aduriz 45′      | Barysaŭ, Vitryssland Publik: 11 886 Domare: Stéphane Lannoy (Frankrike) | Barysaŭ, Vitryssland Publik: 11 886 Domare: Stéphane Lannoy (Frankrike) |
| 20:45 | 20:45             |                            |                 |                 | Barysaŭ, Vitryssland Publik: 11 886 Domare: Stéphane Lannoy (Frankrike) | Barysaŭ, Vitryssland Publik: 11 886 Domare: Stéphane Lannoy (Frankrike) |
| 20:45 | 20:45             |                            |                 |                 | Barysaŭ, Vitryssland Publik: 11 886 Domare: Stéphane Lannoy (Frankrike) | Barysaŭ, Vitryssland Publik: 11 886 Domare: Stéphane Lannoy (Frankrike) |

|       | 21 oktober 2014 | BATE Borisov | 0 – 7   | Sjachtar Donetsk                                                                       | Borisov Arena                                                     |                                                                   |
| 20:45 | 20:45           |              | (0 – 6) | Alex Teixeira 11′ Luiz Adriano 28′ (str.), 36′, 40′, 44′, 82′ (str.) Douglas Costa 35′ | Barysaŭ, Vitryssland Publik: 12 113 Domare: Ivan Bebek (Kroatien) | Barysaŭ, Vitryssland Publik: 12 113 Domare: Ivan Bebek (Kroatien) |
| 20:45 | 20:45           |              |         |                                                                                        | Barysaŭ, Vitryssland Publik: 12 113 Domare: Ivan Bebek (Kroatien) | Barysaŭ, Vitryssland Publik: 12 113 Domare: Ivan Bebek (Kroatien) |
| 20:45 | 20:45           |              |         |                                                                                        | Barysaŭ, Vitryssland Publik: 12 113 Domare: Ivan Bebek (Kroatien) | Barysaŭ, Vitryssland Publik: 12 113 Domare: Ivan Bebek (Kroatien) |

|       | 21 oktober 2014 | Porto                    | 2 – 1   | Athletic Bilbao | Estádio do Dragão                                                |                                                                  |
| 20:45 | 20:45           | Herrera 45′ Quaresma 75′ | (1 – 0) | Guillermo 58′   | Porto, Portugal Publik: 38 116 Domare: Damir Skomina (Slovenien) | Porto, Portugal Publik: 38 116 Domare: Damir Skomina (Slovenien) |
| 20:45 | 20:45           |                          |         |                 | Porto, Portugal Publik: 38 116 Domare: Damir Skomina (Slovenien) | Porto, Portugal Publik: 38 116 Domare: Damir Skomina (Slovenien) |
| 20:45 | 20:45           |                          |         |                 | Porto, Portugal Publik: 38 116 Domare: Damir Skomina (Slovenien) | Porto, Portugal Publik: 38 116 Domare: Damir Skomina (Slovenien) |

|       | 5 november 2014 | Sjachtar Donetsk                                               | 5 – 0   | BATE Borisov | Arena Lviv                                                     |                                                                |
| 20:45 | 20:45           | Srna 19′ Alex Teixeira 48′ Luiz Adriano 58′ (str.), 83′, 90+3′ | (1 – 0) |              | Lviv, Ukraina Publik: 29 173 Domare: Wolfgang Stark (Tyskland) | Lviv, Ukraina Publik: 29 173 Domare: Wolfgang Stark (Tyskland) |
| 20:45 | 20:45           |                                                                |         |              | Lviv, Ukraina Publik: 29 173 Domare: Wolfgang Stark (Tyskland) | Lviv, Ukraina Publik: 29 173 Domare: Wolfgang Stark (Tyskland) |
| 20:45 | 20:45           |                                                                |         |              | Lviv, Ukraina Publik: 29 173 Domare: Wolfgang Stark (Tyskland) | Lviv, Ukraina Publik: 29 173 Domare: Wolfgang Stark (Tyskland) |

|       | 5 november 2014 | Athletic Bilbao | 0 – 2   | Porto                    | Estadio San Mamés                                                      |                                                                        |
| 20:45 | 20:45           |                 | (0 – 0) | Martínez 56′ Brahimi 73′ | Bilbao, Baskien, Spanien Publik: 47 243 Domare: Felix Brych (Tyskland) | Bilbao, Baskien, Spanien Publik: 47 243 Domare: Felix Brych (Tyskland) |
| 20:45 | 20:45           |                 |         |                          | Bilbao, Baskien, Spanien Publik: 47 243 Domare: Felix Brych (Tyskland) | Bilbao, Baskien, Spanien Publik: 47 243 Domare: Felix Brych (Tyskland) |
| 20:45 | 20:45           |                 |         |                          | Bilbao, Baskien, Spanien Publik: 47 243 Domare: Felix Brych (Tyskland) | Bilbao, Baskien, Spanien Publik: 47 243 Domare: Felix Brych (Tyskland) |

|       | 25 november 2014 | BATE Borisov | 0 – 3   | Porto                              | Borisov Arena                                                         |                                                                       |
| 18:00 | 18:00            |              | (0 – 0) | Herrera 56′ Martínez 65′ Tello 89′ | Barysaŭ, Vitryssland Publik: 10 147 Domare: Ovidiu Hațegan (Rumänien) | Barysaŭ, Vitryssland Publik: 10 147 Domare: Ovidiu Hațegan (Rumänien) |
| 18:00 | 18:00            |              |         |                                    | Barysaŭ, Vitryssland Publik: 10 147 Domare: Ovidiu Hațegan (Rumänien) | Barysaŭ, Vitryssland Publik: 10 147 Domare: Ovidiu Hațegan (Rumänien) |
| 18:00 | 18:00            |              |         |                                    | Barysaŭ, Vitryssland Publik: 10 147 Domare: Ovidiu Hațegan (Rumänien) | Barysaŭ, Vitryssland Publik: 10 147 Domare: Ovidiu Hațegan (Rumänien) |

|       | 25 november 2014 | Sjachtar Donetsk | 0 – 1   | Athletic Bilbao | Arena Lviv                                                      |                                                                 |
| 20:45 | 20:45            |                  | (0 – 0) | San José 68′    | Lviv, Ukraina Publik: 33 489 Domare: Mark Clattenburg (England) | Lviv, Ukraina Publik: 33 489 Domare: Mark Clattenburg (England) |
| 20:45 | 20:45            |                  |         |                 | Lviv, Ukraina Publik: 33 489 Domare: Mark Clattenburg (England) | Lviv, Ukraina Publik: 33 489 Domare: Mark Clattenburg (England) |
| 20:45 | 20:45            |                  |         |                 | Lviv, Ukraina Publik: 33 489 Domare: Mark Clattenburg (England) | Lviv, Ukraina Publik: 33 489 Domare: Mark Clattenburg (England) |

|       | 10 december 2014 | Porto         | 1 – 1   | Sjachtar Donetsk | Estádio do Dragão                                               |                                                                 |
| 20:45 | 20:45            | Aboubakar 87′ | (0 – 0) | Stepanenko 50′   | Porto, Portugal Publik: 28 010 Domare: Ruddy Buquet (Frankrike) | Porto, Portugal Publik: 28 010 Domare: Ruddy Buquet (Frankrike) |
| 20:45 | 20:45            |               |         |                  | Porto, Portugal Publik: 28 010 Domare: Ruddy Buquet (Frankrike) | Porto, Portugal Publik: 28 010 Domare: Ruddy Buquet (Frankrike) |
| 20:45 | 20:45            |               |         |                  | Porto, Portugal Publik: 28 010 Domare: Ruddy Buquet (Frankrike) | Porto, Portugal Publik: 28 010 Domare: Ruddy Buquet (Frankrike) |

|       | 10 december 2014 | Athletic Bilbao          | 2 – 0   | BATE Borisov | Estadio San Mamés                                                        |                                                                          |
| 20:45 | 20:45            | San José 47′ Susaeta 88′ | (0 – 0) |              | Bilbao, Baskien, Spanien Publik: 42 852 Domare: Daniele Orsato (Italien) | Bilbao, Baskien, Spanien Publik: 42 852 Domare: Daniele Orsato (Italien) |
| 20:45 | 20:45            |                          |         |              | Bilbao, Baskien, Spanien Publik: 42 852 Domare: Daniele Orsato (Italien) | Bilbao, Baskien, Spanien Publik: 42 852 Domare: Daniele Orsato (Italien) |
| 20:45 | 20:45            |                          |         |              | Bilbao, Baskien, Spanien Publik: 42 852 Domare: Daniele Orsato (Italien) | Bilbao, Baskien, Spanien Publik: 42 852 Domare: Daniele Orsato (Italien) |